# Koninklijke Lierse Sportkring (30)
Koninklijke Lierse Sportkring, of kortweg Lierse, was een Belgische voetbalclub uit Lier. De club werd opgericht op 6 maart 1906, was bij de KBVB aangesloten met stamnummer 30 en had geel-zwart als clubkleuren. Op het palmares van de club staan vier landstitels en twee Belgische Bekers.
Lierse steunde vooral op zijn gerenommeerd jeugdbeleid. Zo kwamen bijvoorbeeld Bernard Voorhoof, Jules Van Craen, Alfons Dresen, Fons Van Brandt, Jan Ceulemans, Jurgen Cavens, David Brocken, Bob Peeters, Carl Hoefkens en Stein Huysegems uit de Lierse jeugdwerking.
Lierse speelde zijn thuiswedstrijden in het Herman Vanderpoortenstadion, vernoemd naar de oud-burgemeester van Lier. In de volksmond is het stadion beter bekend als 't Lisp, naar de wijk waar het stadion gelegen is.
Op 9 mei 2018 vroeg de club het faillissement aan.

## Geschiedenis

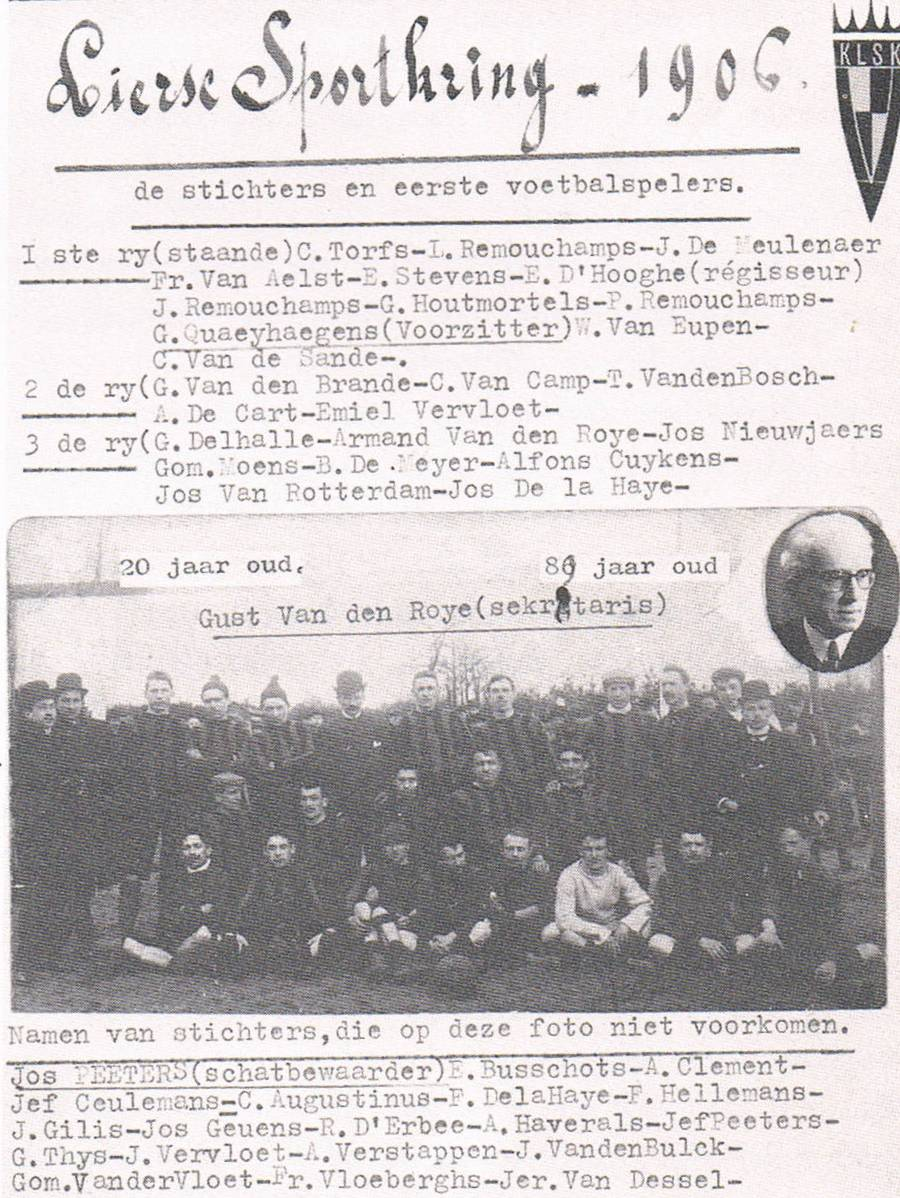
Lierse SK in 1906: Stichters en eerste spelers

### Ontstaan
In 1904 raakte Lierenaar Gust Van den Roye gefascineerd door het voetbalspel, overgewaaid uit Engeland. Een authentieke voetbal werd aangekocht en op een braakliggend stuk grond in Kloosterheide, vandaag de dag een buitenwijk van Lier, speelde men de eerste voetbalwedstrijden. In deze buurt werden meer sportwedstrijden georganiseerd, meestal loopwedstrijden of wielerkoersen. Maar door de introductie van dit nieuwe voetbalspel kregen vele jongeren de voetbalmicrobe te pakken en het idee om een echte voetbalclub op te richten begon te rijpen.
De lokale landbouwers, pachters van de Graaf de Marnix de Sainte Aldegonde, waren niet opgezet met dit ruwe balspel, en wezen de Graaf erop dat zijn grond gebruikt werd voor deze praktijken. De politie kwam er aan te pas en de spelers kregen een verbod het terrein nog te gebruiken. Maar door deze heisa was de nieuwsgierigheid van de Graaf gewekt en hij ontbood Van de Roye naar zijn kasteel. Van de Roye kon de Graaf ervan overtuigen om het speelveld terug te mogen gebruiken. Meer zelfs: toen hij zijn plan om een voetbalclub te stichten kenbaar maakte en hierbij wees op de moeilijkheden die zijn opzet nog dwarsboomden, beloofde de Graaf hem een speelveld en de nodige installaties.
Inmiddels waren er twee jaar verstreken. In het voorjaar van 1906 werd er een vergadering belegd in het lokaal van de Liersche Turnkring. De vergadering liep met een sisser af: het plan om de voetbalclub op te richten als een onderafdeling van de turnkring vond te weinig voorstanders. Op een nieuwe bijeenkomst in café "Roskam", op 6 maart 1906, werd de knoop definitief doorgehakt: een autonome voetbalclub, de Liersche Sportkring, werd er boven de doopvont gehouden. Een voorzitter (Gerard Quaeyhaegens), secretaris (Gust Van den Roye) en schatbewaarder (Jos Peeters) werden verkozen. De Graaf de Marnix de Sainte Aldegonde werd erevoorzitter.

### Jaren 1910-1920: opgang naar eerste klasse
Twee jaar na de stichtingsdatum, in september 1908 sloot de club zich aan bij de UBSSA, voorloper van de KBVB. Lierse besloot te spelen met een juniorenelftal tot aan het nieuwe seizoen. De eerste officiële wedstrijd van deze ploeg was op 4 oktober 1908 tegen Rupel F.C., de uitslag is echter onbekend. In die tijd was er voor de junioren geen leeftijdsgrens bepaald zodat ze het volgende seizoen (1909-1910) met dezelfde groep konden starten in de Derde Gewestelijke Afdeling. Lierse speelde er meteen goed mee en het volgende seizoen steeg men al naar de tweede gewestelijke afdeling.
In 1913 liet de club een eerste keer van zich horen op nationaal vlak, toen Lierse in de kwartfinale van de Beker van België 1912-13 tegen toenmalig landskampioen Daring Club de Bruxelles uitkwam. Ook in de tweede gewestelijke afdeling was Lierse moeilijk af te stoppen maar promotie zou, mede door de Eerste Wereldoorlog pas volgen in 1920. Toen bereikte men via de nationale eindronde 'Bevordering', de op een na hoogste afdeling. De club bleek opvallend snel te groeien want het debuutseizoen in deze reeks werd op de vierde plaats afgesloten. Vijf jaar later, in het seizoen 1926-27, lukte het de promotie naar de Ere-Afdeling, de hoogste afdeling af te dwingen. Met twee punten voorsprong op SC Anderlechtois speelde men kampioen. De eerste periode in de hoogste afdeling zou meteen een van de meest glorieuze in de geschiedenis van de club worden.

### Jaren 1930-1940: topclub in België
Het debuut in de Ere-Afdeling ging niet onopgemerkt voorbij. De eerste match was tegen het gereputeerde Standard en werd meteen gewonnen met 1-0. Lierse speelde gedurende het hele seizoen zonder complexen en eindigde op een vijfde plaats. Nadien volgden enkele seizoenen in de lage middenmoot maar in het seizoen 1931-32 kon de club voor een verrassing van formaat zorgen: een allereerste landstitel werd binnengehaald. De ploeg had vooral offensief veel kwaliteit in huis en scoorde 86 goals in 26 matchen. Dat had het vooral te danken aan Bernard Delmez (die dat jaar topschutter werd) en Bernard Voorhoof, die zou uitgroeien tot een monument bij de club en de nationale ploeg.
Op dat moment waren de Antwerpse clubs Beerschot AC en Antwerp FC toonaangevend in het Belgische voetbal. Ook Lierse zou in die jaren uitgroeien tot een van de topclubs. Na de titel in 1932 zou men de volgende twaalf jaar slechts één keer buiten de top-5 eindigen. Toch was het tien jaar wachten op de tweede landstitel. In 1941-42 speelde Lierse kampioen voor Beerschot en Antwerp. Ook nu had Bernard Voorhoof een groot aandeel in de titel. Evenals de halflijn van de club, in Lier bekend als de Drie Charels: Karel Kiebooms, Karel Willems en Karel Klockaerts. Er waren allicht meer titels te behalen maar de Tweede Wereldoorlog had zijn impact. In 1939-40 werd de competitie niet afgewerkt. Lierse stond op dat moment aan de leiding, voor Antwerp. In het seizoen 1940-41 werd er wel een volledige competitie afgewerkt. Lierse won deze competitie, door in de finale van de Play-Off White Star te verslaan.
Enkele jaren na de oorlog ging het niveau achteruit. De oorzaken waren velerlei. Nadat Lierse in het seizoen 1943-44 nog een verdienstelijke 4e plaats had behaald in de competitie, deed men gezien de continue bombardementen met V1 en V2-bommen op de Haven van Antwerpen niet mee aan de oorlogscompetitie 1944-45, net zoals de andere Antwerpse ploegen Beerschot AC, Antwerp FC en Berchem Sport. Het plotse overlijden van topscorer Jules Van Craen en het overlijden van doelman Frans Christiaens en Frans Vervoort bij het Bombardement op Mortsel, in combinatie met een jaar zonder competitie en het afhaken van enkele oudere sterkhouders, verzwakte de ploeg zodanig dat Lierse in 1947-48 als allerlaatste eindigde en degradeerde naar Eerste Afdeling, de eerste degradatie in de clubgeschiedenis.

### Jaren 1950: overgangsperiode en begin van de jeugdpolitiek
Het verblijf in Eerste Afdeling was van relatief korte duur. Door een goede jeugdpolitiek met scouts die in alle omliggende gemeentes op zoek gingen naar jong talent, kon in een minimum van tijd terug een behoorlijk elftal op de been gebracht worden, gebouwd rond sterkhouder Fons Van Brandt. In 1953 keerde de club als vicekampioen uit Tweede klasse terug naar de hoogste afdeling, samen met kampioen én stadsgenoot Lyra.
Het komende decennium zou Geel-Zwart zich nestelen in de middenmoot, zonder uitschieters. Hoewel Lierse een spelerspotentieel had om zich rustig te handhaven in de hoogste afdeling, bleef men in de wijde omgeving speuren naar jeugdig talent. Men wilde niet meer zoals in de late jaren 30 en de eerste helft van de jaren 40 het risico lopen om één generatie met hetzelfde elftal te spelen. Uit de eigen jeugdopleiding haalde men Maurice Baeten, Walter Bogaerts en Roberts Willems, zoon van Karel Willems. Uit Kapellen kwam Frans Valckenborg, en uit de Kempen haalde men Frans Van Dessel, Frans Van Roosbroeck, Wim Mertens en Wies Goossens. Het gevolg was dat men niet alleen talent binnenhaalde, maar ook vele supporters bijwon uit het Kempische achterland die in massa naar de wedstrijden afzakten. Het grootste talent dat men in deze periode binnenhaalde was ongetwijfeld Lucien Olieslagers die in 1958 bij OG Vorselaar werd weggeplukt.

### Jaren 1960: derde titel, bekerwinst en eerste campagnes in Europa
In het seizoen 1959-60 werd, opnieuw onverwacht, een landstitel behaald. Door zware blessures van belangrijke spelers zoals Fons Van Brandt voor aanvang van het seizoen, werd de club bij de seizoensstart een bijrol toegedicht. Maar de jonge ploeg die de vorige seizoenen al wat ervaring had kunnen opdoen, begon onder impuls van vooral Lucien Olieslagers en Robert Willems opvallend goed te spelen. Na verlies op de openingsspeeldag, stond men na 9 speeldagen en 8 opeenvolgende overwinningen plots op de eerste plaats van de rangschikking. Ondanks een zware crisisperiode waarin trainer Bert D'Hollander met een beperkte kern nieuwe kwetsuren van enkele basisspelers moest zien op te vangen, werd de eerste plaats niet meer afgestaan. Op de voorlaatste speeldag won Lierse met 3-0 van RFC Liégeois. Het had met nog 1 speeldag te gaan drie punten voorsprong op uittredend landskampioen RSC Anderlechtois.
Door deze derde landstitel werd voor het eerst deelgenomen aan de Europese competities. Lierse was hiermee de eerste Belgische ploeg uit een provinciestad die uitkwam in een Europacup. Maar in de Beker voor Landskampioenen werd men reeds in de eerste ronde uitgeschakeld, na twee nederlagen tegen grootmacht FC Barcelona. De thuiswedstrijd tegen Barcelona werd op het veld van Anderlecht afgewerkt, omdat het toenmalige Lisperstadion niet voldeed. Dit was de aanzet om een lichtinstallatie en twee nieuwe tribunes te bouwen: de huidige hoofdtribune en "Den Berg", die in de loop van de jaren zestig voltooid werden.
Lierse kon in de nationale competitie niet bevestigen, en werd de volgende seizoenen opnieuw een middenmoter. In 1969 ging wel de Beker van België voor de eerste keer naar Lierse. In het Heizelstadion werd voor 26.000 toeschouwers Racing White met 2-0 verslagen na doelpunten van Neel De Ceulaer en André Denul. Hierdoor kwam de club het volgende seizoen uit in de Beker voor Bekerwinnaars, waarin het in de tweede ronde uitgeschakeld werd door Manchester City FC.

### Jaren 1970: tweede bekerfinale en Lierse verbaast Europa
Het volgende decennium werden geen nationale successen geoogst, buiten het bereiken van de bekerfinale in 1976. Maar door enkele ereplaatsen speelde de club wel af en toe Europees.
In het seizoen 1971-72 werd de Jaarbeursstedenbeker vervangen door een nieuw toernooi, de UEFA Cup. Lierse, Anderlecht en Club Brugge waren hierin de eerste Belgische vertegenwoordigers. Het zou de meest succesvolle Europese campagne van Lierse worden. Na een 0-2 thuisnederlaag in de eerste ronde tegen het grote Leeds United, dat het jaar ervoor de laatste editie van de Jaarbeursstedenbeker had gewonnen door in de finale Juventus te verslaan, leek het Europees avontuur al snel voorbij. Maar Lierse verbaasde heel Europa door in Leeds met 0-4 te gaan winnen. Het feit dat de Engelse topclub door een "klein onbekend Belgisch ploegje" werd afgemaakt in eigen huis, had als gevolg dat in de spelerstunnel op Elland Road, het stadion van Leeds, gedurende vele jaren het opschrift "Always remember Lierse" prijkte, wat zoveel wou zeggen dat men nooit een tegenstander mocht onderschatten. In de volgende ronde verloor Lierse met 4-1 van Rosenborg BK maar kon dat thuis goedmaken met een 3-0-overwinning. Ook in de achtste finale verloor Lierse zijn eerste wedstrijd, tegen PSV Eindhoven, met 1-0, maar in Lier zette de club weer alles recht en stuurde PSV met 4-0 huiswaarts. In de kwartfinale was het sprookje uiteindelijk gedaan en stopte AC Milan de club.
Datzelfde seizoen ging de voetbalafdeling van stadsgenoot en oude rivaal TSV Lyra op in Lierse SK. Bijgevolg werd in april 1972 de club hernoemd naar K. Lierse SV (Koninklijke Lierse Sportvereniging). In de praktijk was er van een fusie weinig sprake, men bleef in geel-zwarte kleuren in het Lisperstadion spelen onder het stamnummer 30 van Lierse met spelers die ook de jaren ervoor voor Lierse speelden. Een harde kern van Lyra-leden aanvaardde dit niet, waardoor twee maanden later Lyra heropgericht werd onder de naam Lyra TSV. Tien jaar later, op 4 mei 1982 nam Lierse weer zijn oude naam, Koninklijke Lierse Sportkring, aan.
In het seizoen 1977-78 strandde men op 4 punten van een nieuwe landstitel. Gevolg van deze goede prestaties was dat men op het einde van dat seizoen het grootste Lierse-talent sinds jaren, Jan Ceulemans zag vertrekken naar Club Brugge. Men had echter al een opvolger klaar. In 1976 werd de toen 17-jarige Erwin Vandenbergh vanuit Ramsel naar Lierse gehaald.

### Jaren 1980: Europees topschutter, neergang en wederopstanding
Begin jaren 80 was het hele spel van Lierse afgestemd op Vandenbergh. Hij werd zowel in 1980, 1981 als 1982 Belgisch topschutter. Met 117 doelpunten in 178 wedstrijden voor Lierse zorgde hij er bijna in zijn eentje voor dat Lierse probleemloos in de middenmoot meedraaide. In 1980 maakte hij 39 doelpunten in één seizoen en werd daarmee Europees topschutter.
Nadat Vandenbergh na afloop van het seizoen 1981-82 voor een toenmalig recordbedrag naar Anderlecht verhuisde, werden de resultaten minder, tot men in het seizoen 1985-86 uiteindelijk als allerlaatste eindigde. Na 33 jaar in de hoogste klasse zakte Lierse voor de tweede maal in zijn bestaan naar de tweede afdeling. Twee jaar later kon de club opnieuw promoveren onder leiding van oud-speler Dimitri Davidović, door winst in de eindronde in 1988. De komende seizoenen zou Lierse bouwen aan een ploeg met wederom veel jonge spelers uit de omgeving van Lier die in de jaren 90 indruk zouden maken.

### Jaren 1990: nieuwe succesperiode: vierde titel en tweede bekerwinst
Een nieuwe succesperiode begon in 1994, toen Eric Gerets werd aangetrokken als coach. Hij had net Club Luik van de degradatie gered en leek een goede vervanger voor Herman Helleputte. Gedurende drie seizoenen onder deze coach speelde de club mee voor de prijzen. Nadat tweemaal Europees voetbal werd afgedwongen, haalde Lierse in het seizoen 1996-97 verrassend zijn vierde landstitel, met 2 punten voorsprong op Club Brugge. De ploeg had weinig bijzonder getalenteerde voetballers maar was als geheel zeer moeilijk te ontwrichten. Zeer opmerkelijk was dat deze titel behaald werd met een spelerskern waarin 14 van de 25 spelers, waaronder de hele voorlinie, afkomstig waren uit de eigen jeugdopleiding van Lierse.
Door de titel kreeg Lierse de kans zich te plaatsen voor de Champions League. Ze moest het in de voorrondes opnemen tegen het Cypriotische Anorthosis Famagusta. Nadat ze de heenwedstrijd met 2-0 verloren, wonnen ze de terugwedstrijd met 3-0 en zo mochten ze deelnemen aan de Champions League. Maar daarin kon de club geen potten breken, met slechts één gelijkspel eindigde het Europese seizoen met één punt. Veel spelers uit de kampioenenploeg en trainer Gerets hadden de club inmiddels verlaten. Twee jaar later volgde toch nog een nieuwe prijs. Onder leiding van Walter Meeuws werd in 1999 de beker voor de tweede maal gewonnen. Belangrijk onderdeel in de ploeg was de lichting van '78, een generatie talentvolle Lierse jeugdspelers met onder anderen Hans Somers, Jurgen Cavens en Carl Hoefkens.
Zowel in 1997 als 1999 werd ook de Belgische Supercup gewonnen, tegen respectievelijk Germinal Ekeren en Racing Genk.

### Jaren 2000: turbulente tijd
Bij de millenniumwisseling was Lierse terug afgezakt naar de middenmoot. De club leed onder het pas opgekomen Bosmanarrest en vele belangrijke pionnen waren inmiddels vertrokken. Enkel in 2002-03 werd nog een eervolle vierde plaats behaald, mede dankzij de ontdekking van Arouna Koné. De slechtere resultaten hadden ook financiële gevolgen: zware investeringen aan het stadion en te lage inkomsten brachten de club in moeilijkheden. Op de koop toe was men in 2006 ook betrokken bij de Zaak-Ye met verdere negatieve gevolgen op sportief en financieel vlak. De club zat duidelijk in verval en na twee jaar degradatievoetbal zakte men na het seizoen 2006-07 voor de derde maal naar de tweede klasse. Het leek er zelfs lang op dat de club zou worden opgedoekt. Na enkele maanden onderhandelen werd er op 15 november 2007 een akkoord bereikt met Wadi Degla Holding, een Egyptische investeerdersgroep, waardoor een faillissement vermeden werd. Met de financiële steun van Wadi Degla werd er een nieuwe ploeg gevormd die de terugkeer naar de hoogste afdeling moest afdwingen.

### Jaren 2010
In 2010 volgde deze promotie: op 25 april pakte Lierse de titel in Tweede Klasse 2009-10 waardoor de club vanaf het seizoen 2010-11 opnieuw in de Eerste Klasse speelt.
In het seizoen 2010-11 loopt het niet zoals gewenst. Lierse begint met 1 op 21 en ontslaat zijn trainer Aimé Antheunis. Nadat ook Eric Van Meir het tij niet kon keren werd de Noorse trainer Trond Sollied aangetrokken. Hij zorgde ervoor dat Lierse in het nadeel van KAS Eupen het behoud kon verzekeren op de laatste speeldag.
Het seizoen 2011-12 verliep een stuk rustiger. Nadat het contract van Trond Sollied niet verlengd werd, nam Chris Janssens zijn taak over. Hij loodste Lierse naar een 12e plaats.
In het seizoen 2012-2013 ging Lierse verder met Chris Janssens maar op 12 november 2012 werd hij ontslagen en opgevolgd door het trainersduo Vermeulen-Simmes. Herman Vermeulen was al assistent-trainer en maakt dus promotie, Daniel Simmes was clubloos nadat hij was ontslagen bij zusterclub KV Turnhout. Hany Ramzy werd aangesteld als "supervisor". Voor de aanvang van het seizoen werd er zwaar bespaard op "dure" spelers. Zo vertrokken onder meer Wesley Sonck, Milos Maric en Kenny Thompson. Ook werd de Japanse international Eiji Kawashima verkocht aan Standard Luik. Lierse verzekerde zich uiteindelijk op de voorlaatste speeldag van de reguliere competitie van een plaats in play-off 2. Na een aantal wisselvallige seizoen degradeert Lierse uiteindelijk na het seizoen 2014-2015. Lierse won play-off 3 tegen Cercle wel met glans maar ging de boot in tegen de tweedeklassers in de eindronde.
In het seizoen 2015-2016 speelde Lierse een matig seizoen, dat voor de tweede klasse getekend werd door de naderende hervorming van de Belgische competitie vanaf 2016-2017. Enkel de 8 best geplaatste tweedeklassers zouden nog mogen aantreden in het professioneel voetbal. Vanaf 2016-2017 werd de Belgische tweede klasse vervangen door eerste klasse B. De andere tweedeklassers traden samen met de stijgers uit de voormalige derde klasse aan in de nieuwe eerste klasse amateurs. Op de laatste speeldag van de competitie kon Lierse zich verzekeren van de zevende plaats in de competitie en dus het behoud in het professioneel voetbal. Later zou dit nog een 6de plaats worden door de verplichte degradatie van kampioen White Star Brussel, waardoor ook KSV Roeselare in 2016-17 kon aantreden in eerste klasse B.
Tijdens het seizoen 2017-18 kwam de club in financiële problemen. Er werd een overnemer gezocht, maar uiteindelijk niet gevonden en de club kreeg geen proflicentie voor het volgende seizoen. Op 9 mei 2018 werd daarop het faillissement aangevraagd. Een deel van de supporters, gegroepeerd in Lierse voor Altijd, stapte over naar Koninklijke Lyra TSV, dat zijn naam veranderde in Koninklijke Lyra-Lierse Berlaar. Het stadion, de naam, het logo en de inboedel van Lierse SK werden door de curator verkocht aan de groep die met KFC Oosterzonen Oosterwijk onder de naam Lierse Kempenzonen in het Herman Vanderpoortenstadion ging spelen.

### Lierse per seizoen
- Lierse in 1992/93
- Lierse in 1993/94
- Lierse in 1994/95
- Lierse in 1995/96
- Lierse in 1996/97
- Lierse in 1997/98
- Lierse in 1998/99
- Lierse in 1999/00
- Lierse in 2000/01
- Lierse in 2001/02
- Lierse in 2002/03
- Lierse in 2003/04
- Lierse in 2004/05
- Lierse in 2005/06
- Lierse in 2006/07
- Lierse in 2007/08
- Lierse in 2008/09
- Lierse in 2009/10
- Lierse in 2010/11
- Lierse in 2011/12
- Lierse in 2012/13
- Lierse in 2013/14
- Lierse in 2014/15
- Lierse in 2015/16

## Resultaten

### Erelijst
Belgisch landskampioenschap
winnaar (4): 1931/32, 1941/42, 1959/60, 1996/97
tweede (2): 1934/35, 1938/39
In 1940/41 werd een officieuze landstitel behaald.
Beker van België
winnaar (2): 1969, 1999
finalist (1):  1976
Belgische Supercup
winnaar (2): 1997, 1999
Tweede klasse
winnaar (2): 1927, 2010
Trofee Jules Pappaert
winnaar (1): 2009
Individuele trofeeën
Verschillende spelers behaalden een trofee toen ze voor de club speelden:
Belgische Topscorer (7)
1932 (Bernard Delmez), 1940 (Bernard Voorhoof), 1943 (Jules Van Craen), 1976 (Hans Posthumus), 1980, 1981 en 1982 (Erwin Vandenbergh)
Belgische topscorer tweede klasse (1)
2016 (Etien Velikonja)
Belgische topscorer eerste klasse B (1)
2017 (Dylan De Belder)
Belgische Gouden Schoen (3)
1955 (Fons Van Brandt), 1959 (Lucien Olieslagers), 1981 (Erwin Vandenbergh)
Europees Topscorer (1)
1980 (Erwin Vandenbergh)

### Lierse in België
| Seizoen                                               | Klasse | Klasse | Klasse | Klasse | Klasse | Reeks                                     | Punten                                    | Opmerkingen | Beker van België |
|                                                       | I      | I      | II     | P.I    | P.II   |                                           |                                           | | Beker van België |
| ----------------------------------------------------- | ------ | ------ | ------ | ------ | ------ | ----------------------------------------- | ----------------------------------------- | --- | ---------------- |
| Als Liersche SK (Liersche Sportkring)                 |        |        |        |        |        |                                           |                                           | |                  |
| 1909/10                                               |        |        |        |        | 3      | Prov. 3de afdeling                        | 20                                        | |                  |
| 1910/11                                               |        |        |        |        | 1      | Prov. 3de afdeling                        | 25                                        | Promotie door een eerste plaats in de competitie.                                                                       |                  |
| 1911/12                                               |        |        |        | 3      |        | Prov. 2de afdeling                        | 25                                        | | --               |
| 1912/13                                               |        |        |        | 4      |        | Prov. 2de afdeling                        | 13                                        | | 1/4              |
| 1913/14                                               |        |        |        | 1      |        | Prov. 2de afdeling                        | 18                                        | In de nationale eindronde werd een derde plaats behaald.                                                                | 1/16             |
|                                                       |        |        |        |        |        |                                           |                                           | Door de Eerste Wereldoorlog werden er vanaf 1914 tot 1919 geen competities georganiseerd.                               |                  |
| 1919/20                                               |        |        |        | 1      |        | Prov. 2de afdeling B                      | 30                                        | In de nationale eindronde werd een tweede plaats behaald.                                                               |                  |
| 1920/21                                               |        |        |        | 1      |        | Prov. 2de afdeling                        | 28                                        | Promotie door een eerste plaats in de nationale eindronde.                                                              |                  |
| 1921/22                                               |        |        | 4      |        |        | Bevordering                               | 35                                        | |                  |
| 1922/23                                               |        |        | 6      |        |        | Bevordering                               | 29                                        | |                  |
| 1923/24                                               |        |        | 3      |        |        | Bevordering A                             | 35                                        | |                  |
| 1924/25                                               |        |        | 2      |        |        | Bevordering B                             | 35                                        | Testwedstrijden voor promotie tegen Racing Mechelen werden verloren.                                                    |                  |
| 1925/26                                               |        |        | 3      |        |        | Bevordering B                             | 33                                        | |                  |
|                                                       | I      | I      | II     | III    | P.I    | Vanaf 1926/27 zijn er 3 nationale niveaus | Vanaf 1926/27 zijn er 3 nationale niveaus | Vanaf 1926/27 zijn er 3 nationale niveaus                                                                               | Beker            |
| 1926/27                                               |        |        | 1      |        |        | Eerste Afdeling                           | 40                                        | | R1               |
| 1927/28                                               | 5      | 5      |        |        |        | Ere Afdeling                              | 26                                        | |                  |
| 1928/29                                               | 10     | 10     |        |        |        | Ere Afdeling                              | 23                                        | |                  |
| 1929/30                                               | 9      | 9      |        |        |        | Ere Afdeling                              | 25                                        | |                  |
| Als K. Liersche SK (Koninklijke Liersche Sportkring)  |        |        |        |        |        |                                           |                                           | |                  |
| 1930/31                                               | 8      | 8      |        |        |        | Ere Afdeling                              | 24                                        | |                  |
| 1931/32                                               | 1      | 1      |        |        |        | Ere Afdeling                              | 37                                        | 1e landstitel |                  |
| 1932/33                                               | 5      | 5      |        |        |        | Ere Afdeling                              | 30                                        | |                  |
| 1933/34                                               | 4      | 4      |        |        |        | Ere Afdeling                              | 29                                        | |                  |
| 1934/35                                               | 2      | 2      |        |        |        | Ere Afdeling                              | 40                                        | | ??               |
| 1935/36                                               | 5      | 5      |        |        |        | Ere Afdeling                              | 31                                        | |                  |
| 1936/37                                               | 4      | 4      |        |        |        | Ere Afdeling                              | 33                                        | |                  |
| 1937/38                                               | 9      | 9      |        |        |        | Ere Afdeling                              | 25                                        | |                  |
| 1938/39                                               | 2      | 2      |        |        |        | Ere Afdeling                              | 34                                        | |                  |
| 1939/40                                               | 1      | 1      |        |        |        |                                           |                                           | Door de Tweede Wereldoorlog werd de competitie stopgezet. Lierse stond op dat moment aan de leiding voor R. Antwerp FC. |                  |
| 1940/41                                               | 1      | 1      |        |        |        |                                           |                                           | Lierse werd landskampioen na winst in een nationale eindronde. In de finale werd R. White Star AC verslagen.            |                  |
| 1941/42                                               | 1      | 1      |        |        |        | Ere Afdeling                              | 39                                        | 2e landstitel |                  |
| 1942/43                                               | 3      | 3      |        |        |        | Ere Afdeling                              | 39                                        | |                  |
| 1943/44                                               | 4      | 4      |        |        |        | Ere Afdeling                              | 36                                        | |                  |
| 1944/45                                               |        |        |        |        |        |                                           |                                           | Door WOII speelde Lierse dat seizoen geen competitievoetbal.                                                            |                  |
| 1945/46                                               | 15     | 15     |        |        |        | Ere Afdeling                              | 31                                        | |                  |
| 1946/47                                               | 10     | 10     |        |        |        | Ere Afdeling                              | 35                                        | |                  |
| 1947/48                                               | 16     | 16     |        |        |        | Ere Afdeling                              | 23                                        | Degradatie door een laatste plaats in de competitie                                                                     |                  |
| Als K. Lierse SK (Koninklijke Lierse Sportkring)      |        |        |        |        |        |                                           |                                           | |                  |
| 1948/49                                               |        |        | 2      |        |        | Eerste Afdeling B                         | 38                                        | |                  |
| 1949/50                                               |        |        | 2      |        |        | Eerste Afdeling B                         | 38                                        | |                  |
| 1950/51                                               |        |        | 4      |        |        | Eerste Afdeling B                         | 37                                        | |                  |
| 1951/52                                               |        |        | 5      |        |        | Eerste Afdeling B                         | 34                                        | |                  |
|                                                       | I      | I      | II     | III    | IV     | Vanaf 1952/53 zijn er 4 nationale niveaus | Vanaf 1952/53 zijn er 4 nationale niveaus | Vanaf 1952/53 zijn er 4 nationale niveaus                                                                               | Beker            |
| 1952/53                                               |        |        | 2      |        |        | Tweede Klasse                             | 37                                        | Promotie als vicekampioen in Tweede Klasse                                                                              |                  |
| 1953/54                                               | 8      | 8      |        |        |        | Eerste Klasse                             | 31                                        | | R5               |
| 1954/55                                               | 12     | 12     |        |        |        | Eerste Klasse                             | 28                                        | | R5               |
| 1955/56                                               | 11     | 11     |        |        |        | Eerste Klasse                             | 28                                        | | R6               |
| 1956/57                                               | 6      | 6      |        |        |        | Eerste Klasse                             | 34                                        | |                  |
| 1957/58                                               | 8      | 8      |        |        |        | Eerste Klasse                             | 29                                        | |                  |
| 1958/59                                               | 8      | 8      |        |        |        | Eerste Klasse                             | 31                                        | |                  |
| 1959/60                                               | 1      | 1      |        |        |        | Eerste Klasse                             | 38                                        | 3e landstitel |                  |
| 1960/61                                               | 12     | 12     |        |        |        | Eerste Klasse                             | 28                                        | |                  |
| 1961/62                                               | 11     | 11     |        |        |        | Eerste Klasse                             | 26                                        | |                  |
| 1962/63                                               | 9      | 9      |        |        |        | Eerste Klasse                             | 29                                        | |                  |
| 1963/64                                               | 9      | 9      |        |        |        | Eerste Klasse                             | 26                                        | | 1/8              |
| 1964/65                                               | 7      | 7      |        |        |        | Eerste Klasse                             | 30                                        | | 1/16             |
| 1965/66                                               | 11     | 11     |        |        |        | Eerste Klasse                             | 26                                        | | 1/8              |
| 1966/67                                               | 9      | 9      |        |        |        | Eerste Klasse                             | 26                                        | | 1/16             |
| 1967/68                                               | 7      | 7      |        |        |        | Eerste Klasse                             | 27                                        | | 1/4              |
| 1968/69                                               | 3      | 3      |        |        |        | Eerste Klasse                             | 36                                        | 1e Beker van België na winst tegen Royal Racing White                                                                   | W                |
| 1969/70                                               | 7      | 7      |        |        |        | Eerste Klasse                             | 32                                        | | 1/8              |
| 1970/71                                               | 4      | 4      |        |        |        | Eerste Klasse                             | 35                                        | | R5               |
| 1971/72                                               | 7      | 7      |        |        |        | Eerste Klasse                             | 30                                        | | 1/8              |
| Als K. Lierse SV (Koninklijke Lierse Sportvereniging) |        |        |        |        |        |                                           |                                           | |                  |
| 1972/73                                               | 9      | 9      |        |        |        | Eerste Klasse                             | 31                                        | | 1/2              |
| 1973/74                                               | 15     | 15     |        |        |        | Eerste Klasse                             | 28                                        | Behoud door een eerste plaats in een eindronde met Sint-Truidense VV, KFC Winterslag en AS Eupen.                       | 1/8              |
| 1974/75                                               | 7      | 7      |        |        |        | Eerste Klasse                             | 42                                        | | 1/8              |
| 1975/76                                               | 9      | 9      |        |        |        | Eerste Klasse                             | 39                                        | | Finale           |
| 1976/77                                               | 10     | 10     |        |        |        | Eerste Klasse                             | 34                                        | | 1/16             |
| 1977/78                                               | 4      | 4      |        |        |        | Eerste Klasse                             | 47                                        | | 1/8              |
| 1978/79                                               | 8      | 8      |        |        |        | Eerste Klasse                             | 33                                        | | 1/8              |
| 1979/80                                               | 6      | 6      |        |        |        | Eerste Klasse                             | 40                                        | | 1/8              |
| 1980/81                                               | 8      | 8      |        |        |        | Eerste Klasse                             | 35                                        | | 1/2              |
| 1981/82                                               | 8      | 8      |        |        |        | Eerste Klasse                             | 36                                        | | 1/4              |
| Als K. Lierse SK (Koninklijke Lierse Sportkring)      |        |        |        |        |        |                                           |                                           | |                  |
| 1982/83                                               | 14     | 14     |        |        |        | Eerste Klasse                             | 27                                        | | 1/2              |
| 1983/84                                               | 14     | 14     |        |        |        | Eerste Klasse                             | 29                                        | | 1/2              |
| 1984/85                                               | 15     | 15     |        |        |        | Eerste Klasse                             | 25                                        | | 1/16             |
| 1985/86                                               | 18     | 18     |        |        |        | Eerste Klasse                             | 21                                        | Degradatie door een laatste plaats in de competitie.                                                                    | 1/4              |
| 1986/87                                               |        |        | 12     |        |        | Tweede Klasse                             | 26                                        | | 1/16             |
| 1987/88                                               |        |        | 5      |        |        | Tweede Klasse                             | 33                                        | Promotie door een eerste plaats in een eindronde met Eendracht Aalst, Patro Eisden en KRC Harelbeke.                    | 1/2              |
| 1988/89                                               | 10     | 10     |        |        |        | Eerste Klasse                             | 29                                        | | 1/32             |
| 1989/90                                               | 10     | 10     |        |        |        | Eerste Klasse                             | 28                                        | | 1/16             |
| 1990/91                                               | 11     | 11     |        |        |        | Eerste Klasse                             | 29                                        | | 1/16             |
| 1991/92                                               | 7      | 7      |        |        |        | Eerste Klasse                             | 37                                        | | R5               |
| 1992/93                                               | 10     | 10     |        |        |        | Eerste Klasse                             | 31                                        | | 1/16             |
| 1993/94                                               | 14     | 14     |        |        |        | Eerste Klasse                             | 28                                        | | 1/16             |
| 1994/95                                               | 5      | 5      |        |        |        | Eerste Klasse                             | 37                                        | | 1/8              |
| 1995/96                                               | 5      | 5      |        |        |        | Eerste Klasse                             | 52                                        | Invoering driepuntensysteem.                                                                                            | 1/16             |
| 1996/97                                               | 1      | 1      |        |        |        | Eerste Klasse                             | 73                                        | 4e landstitel | 1/4              |
| 1997/98                                               | 7      | 7      |        |        |        | Eerste Klasse                             | 50                                        | 1e Supercup na winst tegen KFC Germinal Ekeren                                                                          | 1/8              |
| 1998/99                                               | 7      | 7      |        |        |        | Eerste Klasse                             | 54                                        | 2e Beker van België na winst tegen Standard                                                                             | W                |
| 1999/00                                               | 9      | 9      |        |        |        | Eerste Klasse                             | 52                                        | 2e Supercup na winst tegen KRC Genk                                                                                     | 1/2              |
| 2000/01                                               | 10     | 10     |        |        |        | Eerste Klasse                             | 43                                        | | 1/16             |
| 2001/02                                               | 15     | 15     |        |        |        | Eerste Klasse                             | 35                                        | | 1/4              |
| 2002/03                                               | 5      | 5      |        |        |        | Eerste Klasse                             | 56                                        | | 1/8              |
| 2003/04                                               | 11     | 11     |        |        |        | Eerste Klasse                             | 39                                        | | 1/8              |
| 2004/05                                               | 10     | 10     |        |        |        | Eerste Klasse                             | 41                                        | | 1/2              |
| 2005/06                                               | 17     | 17     |        |        |        | Eerste Klasse                             | 32                                        | Behoud door een eerste plaats in een eindronde met KVSK United, Verbroedering Geel en VW Hamme.                         | 1/8              |
| 2006/07                                               | 17     | 17     |        |        |        | Eerste Klasse                             | 26                                        | Degradatie door een derde plaats in een eindronde met Antwerp FC, KV Kortrijk en KV Mechelen.                           | 1/8              |
| 2007/08                                               |        |        | 7      |        |        | Tweede Klasse                             | 53                                        | | R5               |
| 2008/09                                               |        |        | 2      |        |        | Tweede Klasse                             | 75                                        | Derde plaats in een eindronde met SV Roeselare, FC Dender en Antwerp FC.                                                | 1/2              |
| 2009/10                                               |        |        | 1      |        |        | Tweede Klasse                             | 75                                        | Promotie door een eerste plaats in de competitie.                                                                       | 1/16             |
| 2010/11                                               | 14     | 14     |        |        |        | Eerste Klasse                             | 24                                        | In Play-Off II eindigde Lierse 2e in Groep A met 8 punten.                                                              | 1/4              |
| 2011/12                                               | 12     | 12     |        |        |        | Eerste Klasse                             | 31                                        | In Play-Off II eindigde Lierse 3e in Groep A met 7 punten.                                                              | 1/2              |
| 2012/13                                               | 14     | 14     |        |        |        | Eerste Klasse                             | 26                                        | In Play-Off II eindigde Lierse 3e in Groep A met 5 punten.                                                              | 1/16             |
| 2013/14                                               | 12     | 12     |        |        |        | Eerste Klasse                             | 32                                        | In Play-Off II eindigde Lierse 3e in Groep A met 6 punten.                                                              | 1/8              |
| 2014/15                                               | 16     | 16     |        |        |        | Eerste Klasse                             | 22                                        | Lierse won play-off III, maar degradeert na verlies eindronde naar Tweede Klasse.                                       | 1/8              |
| 2015/16                                               |        |        | 7      |        |        | Tweede Klasse                             | 51                                        | | R5               |
|                                                       | 1A     | 1B     | 1Am    | 2Am    | 3Am    |                                           |                                           | Vanaf 2016-17 zijn er 3 nationale en 2 regionale niveaus                                                                | Beker            |
| 2016/17                                               |        | 1      |        |        |        | Eerste Klasse B                           | 55                                        | Lierse werd in de reguliere competitie eerste, maar won geen periodetitel en kon daardoor niet promoveren.              | 1/16             |
| 2017/18                                               |        | 4      |        |        |        | Eerste Klasse B                           | 39                                        | | 1/16             |

### Grafiek eindstanden in het landskampioenschap
1910-1949
| 3 |

| 1 |

| 3 |

| 4 |

| 1 |

| 1 |

| 1 |

| 4 |

| 6 |

| 3 |

| 2 |

| 3 |

| 1 |

| 5 |

| 10 |

| 9 |

| 8 |

| 1 |

| 5 |

| 4 |

| 2 |

| 5 |

| 4 |

| 9 |

| 2 |

| 1 |

| 1 |

| 3 |

| 4 |

| 15 |

| 10 |

| 16 |

| 2 |

1950-1989
| 2 |

| 4 |

| 5 |

| 2 |

| 8 |

| 12 |

| 11 |

| 6 |

| 8 |

| 8 |

| 1 |

| 12 |

| 11 |

| 9 |

| 9 |

| 7 |

| 11 |

| 9 |

| 7 |

| 3 |

| 7 |

| 4 |

| 7 |

| 9 |

| 15 |

| 7 |

| 9 |

| 10 |

| 4 |

| 8 |

| 6 |

| 8 |

| 8 |

| 14 |

| 14 |

| 15 |

| 18 |

| 12 |

| 5 |

| 10 |

1990-2018
| 10 |

| 11 |

| 7 |

| 10 |

| 14 |

| 5 |

| 5 |

| 1 |

| 7 |

| 7 |

| 9 |

| 10 |

| 15 |

| 5 |

| 11 |

| 10 |

| 17 |

| 17 |

| 7 |

| 2 |

| 1 |

| 14 |

| 12 |

| 14 |

| 12 |

| 16 |

| 7 |

| 1 |

| 4 |

| 10 |

| 11 |

| 7 |

| 10 |

| 14 |

| 5 |

| 5 |

| 1 |

| 7 |

| 7 |

| 9 |

| 10 |

| 15 |

| 5 |

| 11 |

| 10 |

| 17 |

| 17 |

| 7 |

| 2 |

| 1 |

| 14 |

| 12 |

| 14 |

| 12 |

| 16 |

| 7 |

| 1 |

| 4 |

| Legenda       |
| Eerste Klasse |
| Tweede Klasse |
| Derde Klasse  |
| Vierde Klasse |

### In Europa
Lierse SK speelt sinds 1960 in diverse Europese competities. Hieronder staan de competities en in welke seizoenen de club deelnam:
- Champions League (1x)

1997/98
- Europacup I (1x)

1960/61
- Europacup II (2x)

1969/70, 1976/77
- UEFA Cup (5x)

1971/72, 1978/79, 1995/96, 1999/00, 2000/01
- Intertoto Cup (2x)

1996, 2003

#### Statistieken Europees voetbal
| Competitie | D  | M  | W  | G | V  | DV | DT |
| --- | -- | -- | -- | - | -- | -- | -- |
| Champions League / Europacup I                                                                                 | 2  | 10 | 1  | 1 | 8  | 6  | 19 |
| Europacup II                                                                                                   | 2  | 6  | 3  | 0 | 3  | 12 | 12 |
| UEFA Cup / Europa League                                                                                       | 5  | 18 | 5  | 3 | 10 | 28 | 28 |
| Intertoto Cup                                                                                                  | 2  | 12 | 6  | 0 | 6  | 21 | 16 |
| Totaal | 11 | 46 | 15 | 4 | 27 | 67 | 75 |
| D: Deelnames - M: wedstrijden - W: winst - G: gelijk - V: verlies - DV: doelpunten voor - DT: doelpunten tegen |    |    |    |   |    |    |    |

## Bekende (oud-)spelers
Gerangschikt volgens debuutjaar bij de A-kern van Lierse (jaar staat tussen haakjes):
Jaren 20 t/m 40
- Médard De Preter (1921)
- Bernard Voorhoof (1927)
- Karel Kiebooms (1929)
- Frans Christiaens (1930)
- Bernard Delmez (1930)
- Karel Klockaerts (1932)
- Jos Danckaers (1938)
- Jules Van Craen (1939)
- Fons Van Brandt (1945)
- August Baeten (1947)
- Alfons Dresen (1947)

Jaren 50 t/m 70
- Robert Willems (1954)
- Lucien Olieslagers (1958)
- Frans Vermeyen (1959)
- Herman Helleputte (1961)
- Corneel De Ceulaer (1964)
- Swat Janssens (1966)
- André Denul (1968)
- Peter Ressel (1970)
- Dimitri Davidović (1971)
- Carl Engelen (1971)
- Willy Wellens (1972)
- Jan Ceulemans (1974)
- Hans Posthumus (1974)
- Erwin Vandenbergh (1976)
- Dany Verlinden (1979)

Jaren 80
- Johan Boskamp (1982)
- Stan Van den Buijs (1982)
- Frank Dauwen (1985)
- Gert Verheyen (1986)
- David Brocken (1989)
- Steve Goossen (1989)
- Nico Van Kerckhoven (1989)

Jaren 90
- Dirk Huysmans (1990)
- Kjetil Rekdal (1990)
- Kris Mampaey (1991)
- Kenneth Brylle (1991)
- Bob Peeters (1992)
- Jan Moons (1993)
- Jurgen Cavens (1995)
- Bart De Roover (1995)
- Philip Haagdoren (1996)
- Carl Hoefkens (1996)
- Stanley Menzo (1996)
- Andrzej Rudy (1996)
- Hans Somers (1996)
- Eric Van Meir (1996)
- Pieter Huistra (1997)
- Thomas Zdebel (1997)
- Filip Daems (1998)
- Stein Huysegems (1998)
- Stef Wils (1999)

### Lierse elftal van de eeuw
In 2006 werd, naar aanleiding van het honderdjarig bestaan, het Lierse elftal van de eeuw verkozen. Er werd gestemd door de supporters, media, oud-spelers en bezoekers van de clubwebsite:
- Trainer: Eric Gerets
- Doelmannen: Carl Engelen, Fons Dresen
- Verdedigers: Fons Van Brandt, Eric Van Meir, Robert Willems, David Brocken, Nico Van Kerckhoven
- Middenvelders: Kjetil Rekdal, Herman Helleputte, Dimitri Davidović, Karel Snoeckx, Gust Baeten, Frans Vermeyen
- Aanvallers: Bernard Voorhoof, Swat Janssens, Lucien Olieslagers, Erwin Vandenbergh
- Bernard Voorhoof werd tot Lierse speler van de eeuw verkozen
- Dimitri Davidović werd tot beste buitenlandse speler van de eeuw verkozen

## Voorzitters
- 1906-1908: Gerard Quaehaegens
- 1908-1912: Gustaaf Van den Roye
- 1912-1919: Georges Isaie
- 1919-1921: Alfons Cuyekens
- 1921-1922: Gustaaf Haesenbroeckx
- 1922-1923: Jules Geuens
- 1923-1926: Bernard De Meyer
- 1927-1944: Gustaaf Thomas
- 1945-1952: Gustaaf Franckx
- 1952-1964: Raymond Bouwens
- 1964-1981: Bob Quisenaerts
- 1981-1984: Willy Van Rymenant
- 1984-1986: Bruno Cogghe[18]
- 1986-1988: Patrick Bouwen
- 1988-2001: Freddy Van Laer[19]
- 2001-2005: Gaston Vets[20]
- 2005-2008: Leo Theyskens[21][22]
- 2008-2018: Maged Samy

## Shirtsponsors
- 1973-1974: Breitex
- 1974-1975: Miniflat
- 1975-1988: C&A
- 1988-1989: JVR
- 1989-1991: Monti
- 1991-1994: Telefusion
- 1995-1998: Daewoo
- 1998-2002: Krefima
- 2002-2004: LG Group[23]
- 2004-2006: Krefima
- 2006-2007: Vacansoleil[24]
- 2007-2008: Bomeq
- 2008-2017: Wadi Degla
- 2017-2018 : Circus Casino

## Stadion
Aanvankelijk speelde Lierse op een veld in Kloosterheide, de volgende halte was de "Molekens". Vanaf 1925 speelt Lierse in de wijk Lisp in Lier, vaak wordt er ook zo gerefereerd aan het stadion van Lierse. De huidige benaming van het Lisp is het Herman Vanderpoortenstadion en het biedt plaats aan 13.539 toeschouwers (10.227 overdekte zitplaatsen en 4311 staanplaatsen). Daarbij horen 522 business-seats, 102 VIP-seats en 3 loges (voor in totaal 40 personen).

## Supporters
Lierse telt een 30-tal officiële supportersclubs die overkoepeld worden door het Lierse Supportersverbond die opgericht werd in 2004. Deze supportersclubs zijn niet enkel afkomstig uit Lier, maar strekken zich uit van de Antwerpse rand tot in de Kempen en Vlaams-Brabant.
Daarnaast verenigen supporters van Lierse zich sinds 2011 binnen de vzw GeelZwart dat fungeert als onafhankelijke spreekbuis en sinds 2015 streeft naar meer participatie van de supporters binnen K. Lierse S.K.
Yellow Black's Army is sinds 2003 de opvolger van de voormalige harde kern Wild Side en is de meest fanatieke supportersgroep tijdens wedstrijden.

### Rivaliteit met andere clubs
Midden 20e eeuw bestond er in Lier een sterke rivaliteit tussen supporters van het vrijzinnige Lierse en het katholieke Lyra. Doordat beide clubs de laatste decennia niet meer in dezelfde reeksen spelen, is deze rivaliteit echter sterk afgenomen.
De grootste rivaal waren de buren van KV Mechelen. Wedstrijden tussen beide clubs zorgden steeds voor zeer beladen streekderby's. Daarnaast waren derby's tegen de Antwerpse clubs (Antwerp F.C. & Beerschot AC vroeger) ook steeds op het scherpst van de snee en onder massaal politietoezicht. In de richting van de Kempen was er dan weer een zeer milde rivaliteit met de supporters van KVC Westerlo.